# Versicherungsart
Versicherungsart (oder Versicherungsform, Versicherungssparte, Versicherungstyp) ist im Versicherungswesen die Bezeichnung für die von einem Versicherungsunternehmen in einem Versicherungsvertrag versicherte Gefahr.

## Allgemeines
Die Begriffe Versicherungszweige, Versicherungssparten, Versicherungsarten und Versicherungsformen werden im Gesetz (also Versicherungsrecht) und in der Praxis oft mit unterschiedlichem Inhalt verwendet, eine einheitliche Sprachregelung gibt es nicht. Ein Versicherungszweig jedenfalls umfasst mehrere Versicherungsarten. Mit dem Begriff Versicherungsart bezeichnet man überwiegend eine Typisierung der Versicherungen eines Versicherungszweigs unter Abstellen auf das zu versichernde Interesse.

## Abgrenzungen
Die Differenzierung ist durchweg uneinheitlich, denn die „ambulante“ und „stationäre Krankheitskostenversicherung“ sind zwar selbständige Versicherungsarten, aber beide auch Unterarten der Versicherungsart „Krankheitskostenversicherung“. Keine Versicherungsart, sondern eine besondere Versicherungsvertragstechnik, ist die in den §§ 53 ff. VVG und § 210 VVG geregelte „laufende Versicherung“. Mit den Synonymen Versicherungszweige und Versicherungssparten werden verwandte Versicherungsarten zusammengefasst. So gehören beispielsweise die Versicherungsarten „Krankheitskostenversicherung“ und „Krankentagegeldversicherung“ zur Versicherungssparte „Krankenversicherung“. Die Rentenversicherung gilt nicht als Versicherungssparte, sondern als Versicherungsart in der Sparte der Lebensversicherung. Im VVG ist dagegen von Versicherungszweigen die Rede (siehe Überschrift zu Kapitel 1 über § 1 VVG). 
Es gibt Bemühungen zur Vereinheitlichung; so soll Versicherungssparte als übergeordneter Begriff herangezogen werden und „Risikoart“ der „Versicherungsart“ vorgezogen werden.

## Einteilung
Die traditionelle Versicherungsbetriebslehre unterschied zwischen den Versicherungssparten Personenversicherung und Sachversicherung (Kompositversicherung), je nachdem ob es sich um einen Personenschaden oder einen Sachschaden handelt. Bei der Personenversicherung ist der Versicherer verpflichtet, nach Eintritt des Versicherungsfalles entweder die vereinbarte Versicherungssumme, eine Rente oder eine sonstige Versicherungsleistung zu zahlen. Bei der Sachversicherung wird im Versicherungsfall der versicherten Person ein Vermögensschaden ersetzt. Heute ist die Personenversicherung nicht mehr das Pendant zur Schadensversicherung, denn allgemein wird zwischen Schadens- und Summenversicherung differenziert.
| Versicherungssparte  | Versicherungsart                                     | Unterart                                                   | versichertes Ereignis                                                                                         |
| -------------------- | ---------------------------------------------------- | ---------------------------------------------------------- | --- |
| Lebensversicherung   |                                                      |                                                            | Tod |
|                      | Risikolebensversicherung                             |                                                            | |
|                      | Gemischte Lebensversicherung                         |                                                            | |
|                      | Rentenversicherung                                   |                                                            | |
|                      | Berufsunfähigkeitsversicherung                       |                                                            | |
|                      | Pflegerentenversicherung                             |                                                            | |
|                      | Krankenversicherung                                  |                                                            | Krankheit |
|                      |                                                      | private Krankenversicherung                                | |
|                      |                                                      | private Ergänzungstarife zur gesetzlichen KV:              | |
|                      | Dread-Disease-Versicherung                           |                                                            | schwere Krankheiten                                                                                           |
|                      | Grundfähigkeitsversicherung                          |                                                            | Verlust von bestimmten definierten Grundfähigkeiten (wie Gehen, Stehen, Sehen, Sprechen, Treppensteigen usw.) |
|                      | Pflegekostenversicherung                             |                                                            | bei Pflegebedürftigkeit Zahlung einer monatlichen Rente                                                       |
|                      | Pflegetagegeldversicherung                           |                                                            | bei Pflegebedürftigkeit Zahlung eines Tagegeldes                                                              |
| Kompositversicherung |                                                      |                                                            | |
|                      | Haftpflichtversicherung                              |                                                            | Personenschaden, Sachschaden, Vermögensschaden                                                                |
|                      |                                                      | Kfz-Haftpflichtversicherung                                | Diebstahl, Feuer, zufälliger Untergang                                                                        |
|                      |                                                      | Privathaftpflichtversicherung                              | Diebstahl, Feuer, zufälliger Untergang                                                                        |
|                      |                                                      | Tierhalterhaftpflichtversicherung                          | Tierhalterhaftung                                                                                             |
|                      |                                                      | Betriebshaftpflichtversicherung (General Liability, GL)    | Betriebsrisiko                                                                                                |
|                      |                                                      | Berufshaftpflichtversicherung (Professional Indemnity, PI) | Beratungshaftung                                                                                              |
|                      |                                                      | Produkthaftpflichtversicherung                             | Produkthaftung                                                                                                |
|                      |                                                      | Bauherrenhaftpflichtversicherung                           | Verletzung der Verkehrssicherungspflichten                                                                    |
|                      |                                                      | Öltankhaftpflichtversicherung                              | Personenschaden, Sachschaden und Vermögensschaden aus einem Leck von Öltanks                                  |
|                      |                                                      | Haus- und Grundbesitzerhaftpflichtversicherung             | Verletzung von Obliegenheiten                                                                                 |
|                      |                                                      | Umwelthaftpflichtversicherung                              | Umweltschaden                                                                                                 |
|                      |                                                      | D&O-Versicherung                                           | Vermögensschaden                                                                                              |
|                      |                                                      | EPLI (Employers Practice Liability Versicherung)           | Vermögensschaden                                                                                              |
|                      | Betriebsunterbrechungsversicherung                   |                                                            | Betriebsstörung                                                                                               |
|                      | Hausratversicherung                                  |                                                            | Vermögensschaden am Hausrat                                                                                   |
|                      | Gebäudeversicherung                                  |                                                            | Brand, Leitungswasser, Sturm und Hagel                                                                        |
|                      | Geschäftsinhaltsversicherung                         |                                                            | Sachschaden/Vermögensschaden an Betriebs- und Geschäftsausstattung oder Vorräten                              |
|                      | Gewerbeversicherung (Schweiz: Geschäftsversicherung) |                                                            | Schaden aus Einbruch, Diebstahl, Brandschäden, Wasserschäden, Arbeitspausen oder Datenverlust                 |
|                      | Rücklaufversicherung                                 |                                                            | Risiko von Retouren                                                                                           |
|                      | Bauleistungsversicherung                             |                                                            | Bauschaden bei Bauleistungen während der Bauzeit                                                              |
|                      | Maschinenkasko- und Maschinenbruchversicherung       |                                                            | Maschinenschaden, Versagen von Maschinen                                                                      |
|                      | Kreditversicherung                                   |                                                            | Forderungsausfall                                                                                             |
|                      |                                                      | Exportkreditversicherung                                   | Länderrisiko, politisches Risiko                                                                              |
|                      |                                                      | Kautionsversicherung                                       | Übernahme von Bürgschaften, Garantien oder anderen Gewährleistungen                                           |
|                      |                                                      | Warenkreditversicherung                                    | Forderungsausfall von Debitoren                                                                               |
|                      | Vertrauensschadenversicherung (auch Crime genannt)   |                                                            | Vermögensschaden aus unerlaubter Handlung durch Arbeitnehmer                                                  |
|                      | Montageversicherung                                  |                                                            | Schaden aus Montagearbeiten                                                                                   |
|                      | Elementarversicherung                                | Wetterversicherung, parametrische Wetterversicherung       | Wetterrisiken wie Naturkatastrophen (Dürre, Erdbeben, Lawinen, Starkregen, Überschwemmung)                    |
|                      |                                                      | Hagelschadenversicherung                                   | Hagelschaden                                                                                                  |
|                      | Unfallversicherung                                   |                                                            | Unfallschäden                                                                                                 |
|                      | Reiseversicherung                                    |                                                            | Reisemangel                                                                                                   |
|                      |                                                      | Reiserücktrittsversicherung                                | Risiko eines Rücktritts von einer Reise                                                                       |
|                      |                                                      | Reisemittelversäumnisversicherung                          | Risiko der Versäumnis eines Verkehrs- oder Transportmittels                                                   |
|                      |                                                      | Reisegepäckversicherung                                    | Verlust/Beschädigung von Reisegepäck                                                                          |
|                      |                                                      | Reiseunfallversicherung                                    | Risiko eines Unfalls während der Reise                                                                        |
|                      |                                                      | Reisekrankenversicherung                                   | Risiko der Erkrankung während der Reise                                                                       |
|                      |                                                      | Reiserücktransportversicherung                             | Kosten des unplanmäßigen Rücktransports von einer Reise                                                       |
|                      |                                                      | Reiseprivathaftpflichtversicherung                         | Schadensersatz für Forderungen Dritter während einer Reise                                                    |
|                      |                                                      | Reiseassistenzversicherung                                 | Unfall, Todesfall, Rücktransport oder Rechtsstreitigkeiten während einer Reise                                |
|                      |                                                      | Reiserechtsschutzversicherung                              | Rechtsrisiko während einer Reise                                                                              |
|                      | Transportversicherung                                |                                                            | Transportrisiko                                                                                               |
|                      | Private Arbeitslosenversicherung                     |                                                            | Arbeitslosigkeit                                                                                              |
|                      | Tierversicherung                                     |                                                            | Tierhalterhaftung                                                                                             |
|                      | Fahrerschutzversicherung                             |                                                            | Personenschaden beim Fahrzeugführer aus Unfall                                                                |
|                      | Rechtsschutzversicherung                             |                                                            | Rechtsrisiko                                                                                                  |
|                      | Kidnap&Ransom                                        |                                                            | Entführung, Lösegeld                                                                                          |

In der Tabelle fehlt die gesamte Sozialversicherung, weil sie nicht aufgrund eines Versicherungsvertrages zustande kommt, sondern kraft Gesetzes (Sozialgesetzbuch).
Innerhalb der Versicherungsarten bieten Versicherer oft verschiedene Ausgestaltungen von Versicherungsverträgen an, die sie als Produkte oder „Bausteine“ oder „Module“ bezeichnen. Allerdings können Versicherungsverträge durchaus auch zu mehreren Versicherungsarten gehören, wenn innerhalb eines Vertrages verschiedene Risiken abgedeckt werden.
Diese Gliederungen der Versicherungsverträge sind in einigen Staaten rechtlich vorgegeben, und die Versicherer müssen über ihre Geschäfte dementsprechend aufgegliedert berichten. Daneben bestehen auch rein wissenschaftlich entwickelte Gliederungen der Versicherungsverträge, die ebenfalls als Versicherungsarten und -zweige bezeichnet werden.